# La relatividad del error
La relatividad del error (en inglés The relativity of wrong) es un libro publicado en 1988 por Isaac Asimov. 

## Tema
El texto explica la evolución del conocimiento a partir de bases erróneas.
En un principio, por ejemplo, se creía que la tierra era plana, lo cual se ha demostrado que es falso. Luego se dijo que era esférica, lo cual es asimismo erróneo puesto que está achatada de los polos con respecto al ecuador debido a la rotación del planeta. En 1958, sin embargo, con la ayuda del satélite Vanguard I fue posible medir que tenía una protuberancia mayor al sur que al norte, lo cual le confería la forma de una pera.
Con base en lo anterior se deduce que en toda medición hay errores y que su magnitud depende de la tecnología empleada y el grado de precisión requerido.
- Datos: Q7760107